# Kühár János
Kühár János vendül Janoš Kühar szlovénosan Janez Kuhar (Muravárhely, 1901. május 24. k. – Felsőszölnök, 1987. szeptember 6.) magyarországi szlovén római katolikus pap. A nemzetiségek szempontjából azért fontos, mert papi hivatásával a szlovénség fennmaradását akarta kieszközölni.
Csendlak (ma Tišina, Szlovénia) mellett született, faluja akkoriban még az Osztrák–Magyar Monarchia területéhez tartozott. Nem tévesztendő össze egy másik Kühár János nevű plébánossal, aki Muraszombatban született mintegy húsz évvel korábban és a muraközi Perlakon élt, s hasonlóképp író volt. Szülei Kühár József és Gombócz Katalin földművesek voltak, akik számos gyereket neveltek nehéz körülmények között. Bátyja, a tizennégy évvel idősebb Kühár István szintén a papi pályát választotta és Belatinc (ma Beltinci) lelkipásztora lett. 1918-ban részt vett a Szlovenszka krajina autonóm entitás létrehozására tett tervezet kidolgozásában Klekl Józseffel, Szakovics Józseffel és Csárics Józseffel. 1922-ben hunyt el.

Kőszegi és szombathelyi tanulmányai után 1924. június 22-én szentelték fel, majd Rábagyarmat káplánja volt július 8-ától, egészen 1928. augusztus 31-éig, mikor is a szombathelyi városi elemi iskola hitoktatója lett.
1936-tól több mint fél évszázadon át a felsőszölnöki templomot látta el. A falu körében nagyon nagy népszerűségnek örvendett, mert a szegényebb néprétegeket istápolta és gondos nevelést adott a gyermekeknek. Ezenkívül fényképészként is tevékenykedett, hogy a falu történetét megörökíthesse.

Arra törekedett, hogy a magyarországi szlovénség és nyelve a vend nyelv fennmaradhasson, mondván: „Szlovének voltunk, szlovének vagyunk, szlovének maradunk – maradjanak azok a gyermekeink is!” Ez volt a híres mottója.

Rengeteg különféle jegyzetet készített, miseimák gyanánt. Ezek saját nyelvén szólnak, de közelítenek az irodalmi nyelvhez is. Ezekből az összeállított imákból küldött többet a horvát Markovics Lajos apátistvánfalvi papnak, hogy ott is anyanyelven lehessen misézni.

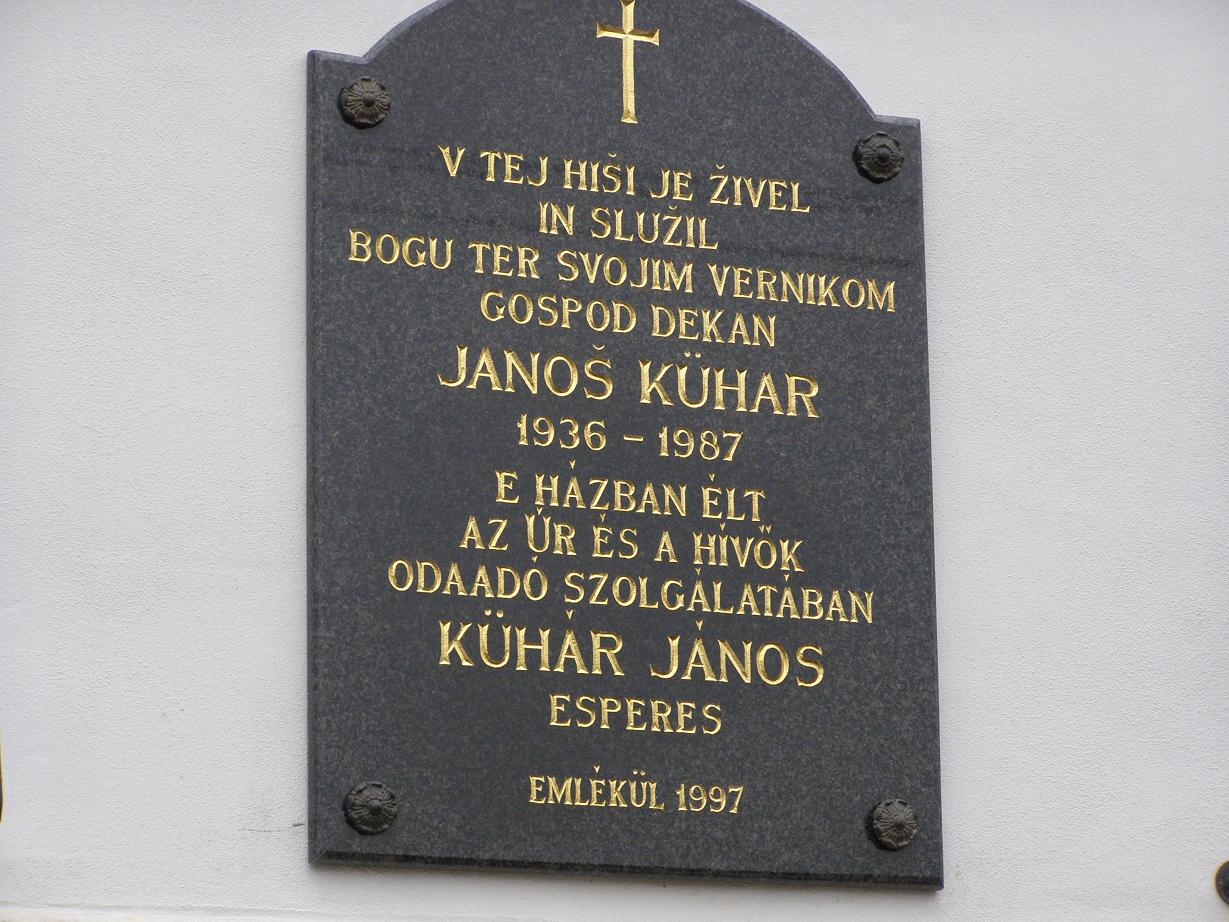
Kühár emléktáblája a korábbi parókia falán. Ma vendégfogadó.

Törekedett arra is, hogy a felsőszölnöki templomnak megfelelő lehessen a kinézete. A hiányzó pénzek előteremtésére 1963 és 1964 között gyűjtést indított.

Mind egyházközsége, mind a szlovénon érdekében tett cselekedetei máig hervadhatatlanok. Misézés közben érte a halál, az oltár előtt. Halála óta megszűnt az anyanyelvi istentisztelet szinte mindenütt és már csak szórványosan folyik.

1993-ig még celebrált miséket Ivan Camplin magasfoki plébános a községben.
Kühár két könyvet is kiadott Ljubljanában: Mise a néppel és A bűnbánat szentsége.